# Selma Bacha
Selma Lena Bacha (Lione, 9 novembre 2000) è una calciatrice francese, difensore centrale dell'Olympique Lione e della nazionale francese.

## Biografia
Selma Bacha crebbe nel quartiere "Grange Blanche" di Lione nata da genitori algerini e tunisini. Venne introdotta al calcio, da suo fratello, all'età di quattro anni; in seguito, a otto anni, si unì all'Accademia di Lione.

## Carriera

### Club
Selma Bacha iniziò a giocare nelle formazioni giovanili del FC Gerland, dove rimase tra il 2008 e il 2009 per poi trasferirsi dalla stagione 2009-2010 all'Olympique Lione. Con la squadra di Lione giocò nelle giovanili fino alla formazione che disputa il campionato nazionale U19 per essere inserita in rosa dal tecnico Reynald Pedros con la squadra titolare dalla stagione 2017-2018 ed esordire in Division 1 Féminine, primo livello del campionato francese, il 15 ottobre 2017, alla sesta giornata di campionato, nell'incontro vinto in trasferta per 5-0 sulle avversarie del Soyaux. Pedros la impiega anche durante la stagione 2017-2018 di UEFA Women's Champions League, dove scende in campo in sei dei nove incontri disputati dalla sua squadra. Al termine della stagione festeggia con le compagne il double campionato-coppa dei Campioni femminile.

### Nazionale
A partire dal 2016, Selma Bacha militò in varie formazioni, nel corso degli anni: nella Nazionale Under-16 (nel 2016), nella Nazionale Under-17 (dal 2016 al 2017), nella Nazionale Under-19 (dal 2018 al 2019), nella Nazionale Under-20 (dal 2017 al 2020), nella Nazionale Under-23 (dal 2021) e, infine, nella Nazionale.

## Statistiche

### Presenze e reti nei club
Statistiche aggiornate al 30 maggio 2025.
| Stagione               | Squadra                | Campionato             | Campionato | Campionato | Coppe nazionali | Coppe nazionali | Coppe nazionali | Coppe continentali | Coppe continentali | Coppe continentali | Altre coppe | Altre coppe | Altre coppe | Totale   | Totale |
| Stagione               | Squadra                | Torneo                 | Presenze   | Reti       | Torneo          | Presenze        | Reti            | Torneo             | Presenze           | Reti               | Torneo      | Presenze    | Reti        | Presenze | Reti   |
| ---------------------- | ---------------------- | ---------------------- | ---------- | ---------- | --------------- | --------------- | --------------- | ------------------ | ------------------ | ------------------ | ----------- | ----------- | ----------- | -------- | ------ |
| 2017-2018              | Olympique Lione        | D1                     | 11         | 0          | CF              | 6               | 2               | UWCL               | 6                  | 0                  | -           | -           | -           | 23       | 2      |
| 2018-2019              | Olympique Lione        | D1                     | 15         | 0          | CF              | 2               | 0               | UWCL               | 7                  | 1                  | -           | -           | -           | 24       | 1      |
| 2019-2020              | Olympique Lione        | D1                     | 6          | 0          | CF              | 4               | 0               | UWCL               | 5                  | 0                  | SF          | -           | -           | 15       | 0      |
| 2020-2021              | Olympique Lione        | D1                     | 10         | 0          | CF              | 1               | 0               | UWCL               | 5                  | 0                  | -           | -           | -           | 16       | 0      |
| 2021-2022              | Olympique Lione        | D1                     | 19         | 3          | CF              | 2               | 0               | UWCL               | 11                 | 0                  | -           | -           | -           | 32       | 3      |
| 2022-2023              | Olympique Lione        | D1                     | 14         | 2          | CF              | 3               | 0               | UWCL               | 8                  | 0                  | SF          | 1           | 0           | 26       | 2      |
| 2023-2024              | Olympique Lione        | D1                     | 18         | 0          | CF              | 4               | 0               | UWCL               | 10                 | 1                  | SF          | 1           | 0           | 33       | 1      |
| 2024-2025              | Olympique Lione        | PL                     | 12         | 0          | CF              | -               | -               | UWCL               | 6                  | 0                  | SF          | -           | -           | 18       | 0      |
| Totale Olympique Lione | Totale Olympique Lione | Totale Olympique Lione | 105        | 5          |                 | 22              | 2               |                    | 58                 | 2                  |             | 2           | 0           | 187      | 9      |
| Totale carriera        | Totale carriera        | Totale carriera        | 105        | 5          |                 | 22              | 2               |                    | 58                 | 2                  |             | 2           | 0           | 187      | 9      |

### Cronologia presenze e reti in nazionale
| Cronologia completa delle presenze e delle reti in nazionale ― Francia | Cronologia completa delle presenze e delle reti in nazionale ― Francia | Cronologia completa delle presenze e delle reti in nazionale ― Francia | Cronologia completa delle presenze e delle reti in nazionale ― Francia | Cronologia completa delle presenze e delle reti in nazionale ― Francia | Cronologia completa delle presenze e delle reti in nazionale ― Francia | Cronologia completa delle presenze e delle reti in nazionale ― Francia | Cronologia completa delle presenze e delle reti in nazionale ― Francia |
| Data                                                                   | Città                                                                  | In casa                                                                | Risultato                                                              | Ospiti                                                                 | Competizione                                                           | Reti                                                                   | Note                                                                   |
| ---------------------------------------------------------------------- | ---------------------------------------------------------------------- | ---------------------------------------------------------------------- | ---------------------------------------------------------------------- | ---------------------------------------------------------------------- | ---------------------------------------------------------------------- | ---------------------------------------------------------------------- | ---------------------------------------------------------------------- |
| 26-11-2021                                                             | Vannes                                                                 | Francia                                                                | 6 – 0                                                                  | Kazakistan                                                             | Qual. Mondiali 2023                                                    | -                                                                      |                                                                        |
| 30-11-2021                                                             | Guingamp                                                               | Francia                                                                | 2 – 0                                                                  | Galles                                                                 | Qual. Mondiali 2023                                                    | 1                                                                      | 66’                                                                    |
| 19-2-2022                                                              | Caen                                                                   | Francia                                                                | 2 – 1                                                                  | Brasile                                                                | Torneo di Francia 2022                                                 | -                                                                      | 26’ 57’                                                                |
| 22-2-2022                                                              | Le Havre                                                               | Francia                                                                | 3 – 1                                                                  | Paesi Bassi                                                            | Torneo di Francia 2022                                                 | -                                                                      | 63’                                                                    |
| 25-6-2022                                                              | Beauvais                                                               | Francia                                                                | 4 – 0                                                                  | Camerun                                                                | Amichevole                                                             | -                                                                      | 82’                                                                    |
| 1-7-2022                                                               | Orléans                                                                | Francia                                                                | 7 – 0                                                                  | Vietnam                                                                | Amichevole                                                             | -                                                                      | 61’                                                                    |
| 10-7-2022                                                              | Rotherham                                                              | Francia                                                                | 5 – 1                                                                  | Italia                                                                 | Euro 2022 - 1º turno                                                   | -                                                                      | 77’                                                                    |
| 14-7-2022                                                              | Rotherham                                                              | Francia                                                                | 2 – 1                                                                  | Belgio                                                                 | Euro 2022 - 1º turno                                                   | -                                                                      | 65’                                                                    |
| 18-7-2022                                                              | Rotherham                                                              | Islanda                                                                | 1 – 1                                                                  | Francia                                                                | Euro 2022 - 1º turno                                                   | -                                                                      | 63’                                                                    |
| 23-7-2022                                                              | Rotherham                                                              | Francia                                                                | 1 – 0 dts                                                              | Paesi Bassi                                                            | Euro 2022 - Quarti di finale                                           | -                                                                      | 62’                                                                    |
| 27-7-2022                                                              | Milton Keynes                                                          | Germania                                                               | 2 – 1                                                                  | Francia                                                                | Euro 2022 - Semifinali                                                 | -                                                                      | 46’ 56’                                                                |
| 7-10-2022                                                              | Dresda                                                                 | Germania                                                               | 2 – 1                                                                  | Francia                                                                | Amichevole                                                             | -                                                                      |                                                                        |
| 11-10-2022                                                             | Göteborg                                                               | Svezia                                                                 | 3 – 0                                                                  | Francia                                                                | Amichevole                                                             | -                                                                      | 69’                                                                    |
| 7-4-2023                                                               | Clermont-Ferrand                                                       | Francia                                                                | 5 – 2                                                                  | Colombia                                                               | Amichevole                                                             | -                                                                      | 89’                                                                    |
| 11-4-2023                                                              | Le Mans                                                                | Francia                                                                | 2 – 1                                                                  | Canada                                                                 | Amichevole                                                             | -                                                                      | 55’                                                                    |
| 6-7-2023                                                               | Dublino                                                                | Irlanda                                                                | 0 – 3                                                                  | Francia                                                                | Amichevole                                                             | -                                                                      |                                                                        |
| 14-7-2023                                                              | Melbourne                                                              | Australia                                                              | 1 – 0                                                                  | Francia                                                                | Amichevole                                                             | -                                                                      |                                                                        |
| 29-7-2023                                                              | Brisbane                                                               | Francia                                                                | 2 – 1                                                                  | Brasile                                                                | Mondiali 2023 - 1º turno                                               | -                                                                      |                                                                        |
| 2-8-2023                                                               | Sydney                                                                 | Panama                                                                 | 3 – 6                                                                  | Francia                                                                | Mondiali 2023 - 1º turno                                               | -                                                                      | 46’                                                                    |
| 8-8-2023                                                               | Adelaide                                                               | Francia                                                                | 4 – 0                                                                  | Marocco                                                                | Mondiali 2023 - Ottavi di finale                                       | -                                                                      |                                                                        |
| 12-8-2023                                                              | Brisbane                                                               | Australia                                                              | 0 – 0 dts (7 – 6 dtr)                                                  | Francia                                                                | Mondiali 2023 - Quarti di finale                                       | -                                                                      |                                                                        |
| 22-9-2023                                                              | Valenciennes                                                           | Francia                                                                | 2 – 0                                                                  | Portogallo                                                             | UEFA Women's Nations League 2023-2024 - 1º turno                       | 1                                                                      |                                                                        |
| 26-9-2023                                                              | Vienna                                                                 | Austria                                                                | 0 – 1                                                                  | Francia                                                                | UEFA Women's Nations League 2023-2024 - 1º turno                       | -                                                                      | 64’                                                                    |
| 27-10-2023                                                             | Oslo                                                                   | Norvegia                                                               | 1 – 2                                                                  | Francia                                                                | UEFA Women's Nations League 2023-2024 - 1º turno                       | -                                                                      | 67’ 90+2’                                                              |
| 1-12-2023                                                              | Rennes                                                                 | Francia                                                                | 3 – 0                                                                  | Austria                                                                | UEFA Women's Nations League 2023-2024 - 1º turno                       | -                                                                      | 88’                                                                    |
| 5-12-2023                                                              | Leiria                                                                 | Portogallo                                                             | 0 – 1                                                                  | Francia                                                                | UEFA Women's Nations League 2023-2024 - 1º turno                       | -                                                                      | 46’                                                                    |
| 23-2-2024                                                              | Décines-Charpieu                                                       | Francia                                                                | 2 – 1                                                                  | Germania                                                               | UEFA Women's Nations League 2023-2024 - Semifinale                     | -                                                                      | 77’                                                                    |
| 28-2-2024                                                              | Siviglia                                                               | Spagna                                                                 | 2 – 0                                                                  | Francia                                                                | UEFA Women's Nations League 2023-2024 - Finale                         | -                                                                      | 77’                                                                    |
| 9-4-2024                                                               | Göteborg                                                               | Svezia                                                                 | 0 – 1                                                                  | Francia                                                                | Qual. Euro 2025                                                        | -                                                                      | 67’                                                                    |
| 31-5-2024                                                              | Newcastle upon Tyne                                                    | Inghilterra                                                            | 1 – 2                                                                  | Francia                                                                | Qual. Euro 2025                                                        | -                                                                      |                                                                        |
| 4-6-2024                                                               | Saint-Etienne                                                          | Francia                                                                | 1 – 2                                                                  | Inghilterra                                                            | Qual. Euro 2025                                                        | -                                                                      | 79’ 90+3’                                                              |
| 16-7-2024                                                              | Cork                                                                   | Irlanda                                                                | 3 – 1                                                                  | Francia                                                                | Qual. Euro 2025                                                        | -                                                                      |                                                                        |
| 25-7-2024                                                              | Décines-Charpieu                                                       | Francia                                                                | 3 – 2                                                                  | Colombia                                                               | Olimpiadi 2024 - 1º turno                                              | -                                                                      | 72’                                                                    |
| 28-7-2024                                                              | Saint-Étienne                                                          | Francia                                                                | 1 – 2                                                                  | Canada                                                                 | Olimpiadi 2024 - 1º turno                                              | -                                                                      |                                                                        |
| 31-7-2024                                                              | Décines-Charpieu                                                       | Nuova Zelanda                                                          | 1 – 2                                                                  | Francia                                                                | Olimpiadi 2024 - 1º turno                                              | -                                                                      | 74’                                                                    |
| 3-8-2024                                                               | Nantes                                                                 | Francia                                                                | 0 – 1                                                                  | Brasile                                                                | Olimpiadi 2024 - Quarti di finale                                      | -                                                                      |                                                                        |
| 30-11-2024                                                             | Angers                                                                 | Francia                                                                | 2 – 1                                                                  | Nigeria                                                                | Amichevole                                                             | -                                                                      | 82’                                                                    |
| 3-12-2024                                                              | Nizza                                                                  | Francia                                                                | 2 – 4                                                                  | Spagna                                                                 | Amichevole                                                             | -                                                                      | 89’                                                                    |
| 21-2-2025                                                              | Tolosa                                                                 | Francia                                                                | 1 – 0                                                                  | Norvegia                                                               | UEFA Women's Nations League 2025 - 1º turno                            | -                                                                      |                                                                        |
| 25-2-2025                                                              | Le Mans                                                                | Francia                                                                | 3 – 2                                                                  | Islanda                                                                | UEFA Women's Nations League 2025 - 1º turno                            | -                                                                      |                                                                        |
| 4-4-2025                                                               | San Gallo                                                              | Svizzera                                                               | 0 – 2                                                                  | Francia                                                                | UEFA Women's Nations League 2025 - 1° turno                            | 1                                                                      |                                                                        |
| 8-4-2025                                                               | Oslo                                                                   | Norvegia                                                               | 0 – 2                                                                  | Francia                                                                | UEFA Women's Nations League 2025 - 1° turno                            | -                                                                      |                                                                        |
| 30-5-2025                                                              | Tomblaine                                                              | Francia                                                                | 4 – 0                                                                  | Svizzera                                                               | UEFA Women's Nations League 2025 - 1° turno                            | -                                                                      | 74’                                                                    |
| 3-6-2025                                                               | Reykjavik                                                              | Islanda                                                                | 0 – 2                                                                  | Francia                                                                | UEFA Women's Nations League 2025 - 1° turno                            | -                                                                      |                                                                        |
| 20-6-2025                                                              | Valenciennes                                                           | Francia                                                                | 5 – 0                                                                  | Belgio                                                                 | Amichevole                                                             | -                                                                      | 78’                                                                    |
| 27-6-2025                                                              | Grenoble                                                               | Francia                                                                | 3 – 2                                                                  | Brasile                                                                | Amichevole                                                             | -                                                                      |                                                                        |
| 5-7-2025                                                               | Zurigo                                                                 | Francia                                                                | 2 – 1                                                                  | Inghilterra                                                            | Euro 2025 - 1° turno                                                   | -                                                                      |                                                                        |
| 9-7-2025                                                               | San Gallo                                                              | Francia                                                                | 4 – 1                                                                  | Galles                                                                 | Euro 2025 - 1° turno                                                   | -                                                                      | 42’ 66’                                                                |
| 13-7-2025                                                              | Basilea                                                                | Paesi Bassi                                                            | 2 – 5                                                                  | Francia                                                                | Euro 2025 - 1° turno                                                   | -                                                                      | 71’                                                                    |
| 19-7-2025                                                              | Basilea                                                                | Francia                                                                | 1 – 1 dts (5 - 6 dtr)                                                  | Germania                                                               | Euro 2025 - Quarti di finale                                           | -                                                                      |                                                                        |
| Totale                                                                 |                                                                        | Presenze                                                               | 50                                                                     |                                                                        | Reti                                                                   | 3                                                                      |                                                                        |

## Palmarès

### Club

#### Competizioni nazionali
- Campionato francese: 6

Olympique Lione: 2017-2018, 2018-2019, 2019-2020, 2021-2022, 2022-2023, 2023-2024
- Coppa di Francia: 3

Olympique Lione: 2018-2019, 2019-2020, 2022-2023
- Supercoppa francese: 3

Olympique Lione: 2019, 2022, 2023

#### Competizioni internazionali
- UEFA Women's Champions League: 4

Olympique Lione: 2017-2018, 2018-2019, 2019-2020, 2021-2022

### Nazionale
- Campionato d'Europa under 19: 1

2019

### Individuale
- Giocatrice del mese della Division 1 Féminine

Olympique Lione: ottobre 2021 e novembre 2021
- Miglior giovane della UEFA Women's Champions League 2021-2022

Olympique Lione: 2022